# Collegium Instrumentale Alois Kottmann
Das Collegium Instrumentale Alois Kottmann ist ein im Jahr 1968 vom Violinisten Alois Kottmann in Frankfurt am Main gegründetes Streicherorchester.

## Geschichte
Das Collegium Instrumentale Alois Kottmann bildete sich ursprünglich aus einem Ensemble von Studenten der von Alois Kottmann geleiteten Violinklassen an Dr. Hoch’s Konservatorium in Frankfurt sowie der Musikhochschule Frankfurt und der Hochschule für Musik Mainz und wurde von den Beteiligten auch nach ihrem Hochschulstudium fortgeführt. Junge Geiger wurden solistisch gefördert. Nach mehrjährigem Ensemblestudium entschloss man sich, öffentliche Konzerte zu veranstalten.
In den 1970er Jahren gründeten Margrit von Bethmann und Alois Kottmann die in jährlichem Turnus stattfindenden Senckenberg-Konzerte, in deren Rahmen auch Werke Frankfurter Komponisten zur Uraufführung gelangen.
Weitere geeignete Podien ergaben sich 1980 durch die Begründung der Gallus-Konzerte in Flörsheim am Main sowie der Philippsruher Schlosskonzerte in Hanau im Jahr 1987. Regelmäßig nimmt das Ensemble zudem an den Internationalen Musiktagen Hessen Main-Taunus Hofheim in Hofheim am Taunus teil. Das Orchester gastierte unter anderem im Vereinigten Königreich, in den Vereinigten Staaten und in Mexiko.
Für die Aufführung größerer symphonischer Werke erfolgt eine regelmäßige Zusammenarbeit mit den Solobläsern der großen Orchester des Rhein-Main-Gebietes. Der Jazzmusiker Albert Mangelsdorff komponierte für eine gemeinsame CD-Produktion die Werke Denk ich an Bosnien für Posaune und Streicher und die Miniaturen für Violine und Posaune.
Aus Anlass des 40-jährigen Bestehens des Streicherorchesters erschienen im Jahr 2008 eine CD und eine Festschrift.

## Förderverein
Schon bald nach der Gründung des Orchesters konstituierte sich auf Initiative Margrit von Bethmanns die Vereinigung der Freunde des Collegium Instrumentale Alois Kottmann e. V. im Hause Bethmann. Den Vorsitz übernahm der Frankfurter Mäzen Rüdiger Volhard, ihm folgte der Bankier Hans Ludolf Koch (Hauck & Aufhäuser). Heute wird der Verein von Alois Kottmanns Sohn, dem Geiger Boris Kottmann, geführt. Zielsetzung ist die Pflege der Frankfurter Streichertradition nach Carl Flesch. In diesem Kontext wurden und werden die Werke Frankfurter Komponisten und junge Talente gefördert.

## Soziales Engagement
Das Collegium Instrumentale Alois Kottmann engagiert sich in Benefiz-Konzerten für die Drogenhilfe, für die Deutsche Multiple Sklerose Gesellschaft und die Initiative Menschen für Menschen, der eine CD gewidmet wurde. Alois Kottmann wurde von Annemarie Renger zum Ehrenmitglied der Drogenhilfe 80 ernannt.

## Hörfunk und Fernsehen
- Zusammen mit dem Figuralchor des Hessischen Rundfunks unter der Leitung von Alois Ickstadt entstand für die ARD eine Vielzahl von Hörfunksendungen

- ZDF-Dokumentation Passion und Leidenschaft (1985), mit Adalbert Kraus, Ernst Gerold Schramm, Collegium Instrumentale Alois Kottmann, Alois Kottmann (vl), Regie: Meinolf Fritzen

## Rezensionen (Auswahl)
„Das Collegium Musicale Alois Kottmann ist ein Ensemble, von dem Kritiker immer wieder ins Schwärmen geraten: Mit der Unbeirrbarkeit eines Lichtstrahls führt Kottmann seine Ensemblemitglieder geradewegs zum Nerv des künstlerischen Ausdruckmittels Musik.“

„Die Besonderheit (des Collegium Instrumentale Alois Kottmann) besteht erstens darin, dass der beseelte Klang Vorrang hat vor äußerer Brillanz und zweitens, dass man sich hauptsächlich um geistige Durchdringung bemüht, nicht um gefälligen Effekt.“

„Das Collegium Musicale Alois Kottmann ist das glänzende Ergebnis eines engagierten Ausbildungskonzeptes seines Gründers Alois Kottmann.“

## Diskographie
- Johann Sebastian Bach: Konzert a-Moll für Violine, Basso continuo und Streicher, Konzert E-Dur für Violine, Basso continuo und Streicher, Konzert d-Moll für zwei Violinen, Basso continuo und Streicher. Solisten: Alois Kottmann (vl), Boris Kottmann (vl), Basso continuo wird ausgeführt mit Theorbe. Melisma 7210-2, Oestrich-Winkel.

- Albert Mangelsdorff: Denk ich an Bosnien für Posaune und Streicher; Miniaturen für Violine und Posaune; Richard Rudolf Klein: Kontradiktion für Violine, Posaune und Streicher; Paul Hindemith: Sonate Nr. 2 für Violine solo. Solisten: Albert Mangelsdorff (trb), Alois Kottmann (vl), Bruno Suys (kb). Melisma 7239-2, Oestrich-Winkel.
- Joseph Haydn: Die sieben letzten Worte des Erlösers am Kreuz. Mit Zwischentexten von Peter Härtling. Rezitation Karlheinz Böhm. Melisma 7016-2, Oestrich-Winkel.
- Georg Friedrich Händel: Der Messias. Ausführende: Sharon Markovich (Sopran). Hildegard Laurich (Alt), Adalbert Kraus (Tenor), Ernst Gerold Schramm (Bass), Figuralchor des Hessischen Rundfunks, Alois Ickstadt (Dirigent). Melisma 6046, Oestrich-Winkel.
- Paul Hindemith: Trauermusik für Violine und Streicher;  Richard Rudolf Klein: Canto für Violine und Streicher; Edvard Grieg: Aus Holbergs Zeit op. 40; Edward Elgar: Serenade op. 20; Samuel Barber: Adagio for Strings. Melisma 7098-2, Oestrich-Winkel.
- Felix Mendelssohn Bartholdy: Sinfonien Nr. 12 g-Moll und Nr. 9 c-Moll für Streichorchester. Melisma 7031-2, Oestrich-Winkel.
- Joseph Haydn: Konzert C-Dur für Violine und Streichorchester; Sinfonie Nr. 88 G-Dur Hob. I: 88. Solist: Alois Kottmann (vl). Melisma 7262, Oestrich-Winkel.
- Joseph Haydn: Die Schöpfung. Oratorium für Soli, Chor und Orchester.  Solisten: Dorothea Wirtz (Sopran), Adalbert Kraus (Tenor), Ernst Gerold Schramm (Bass), Figuralchor des Hessischen Rundfunks, Bläser des Frankfurter Museumsorchesters, Alois Ickstadt (Dirigent). Melisma 706, Oestrich-Winkel.

- Johann Sebastian Bach: Kantate Herz und Mund und Tat und Leben. BWV 147; Joseph Haydn: Missa in d-Moll in angustiis Hob. XXII:11 (Messe in der Bedrängnis, auch: Nelson-Messe). Ausführende: Ulrike Sonntag (Sopran), Alison Browner (Alt), Adalbert Kraus (Tenor), Ernst Gerold Schramm (Bass), Figuralchor des Hessischen Rundfunks, Alois Ickstadt (Dirigent). Melisma 726, Oestrich-Winkel.

- Johann Sebastian Bach: Johannes-Passion BWV 245. Ausführende: Ulrike Sonntag (Sopran), Alison Browner (Alt), Adalbert Kraus (Tenor), Ernst Gerold Schramm (Bass), Figuralchor des Hessischen Rundfunks, Alois Ickstadt (Dirigent). Melisma 7058, Oestrich-Winkel.

- Johann Sebastian Bach: Messe h-Moll BWV 232. Ausführende: Ulrike Sonntag (Sopran), Alison Browner (Alt), Adalbert Kraus (Tenor), Ernst Gerold Schramm (Bass), Figuralchor des Hessischen Rundfunks, Dirigent: Alois Ickstadt. Melisma 7023-2, Oestrich-Winkel.

- Felix Mendelssohn Bartholdy: Konzert d-Moll für Violine und Streicher; Richard Rudolf Klein: Canto für Violine und Streicher; Johanna Senfter: Konzert für zwei Violinen und Streichorchester c-Moll. Solisten: Alois Kottmann (vl), Boris Kottmann (vl). Melisma 7248-2, Oestrich-Winkel.

- Ernest Bloch: Suite 1; Max Reger: Präludium und Fuge h-Moll op. 117/1; Eugène Ysaÿe: Sonate d-Moll (Ballade) op. 27 Nr. 3; Igor Strawinsky: Élégie; Johann Sebastian Bach: Sonate C-Dur BWV 1005. Solist: Alois Kottmann (vl). Melisma 7100-2, Oestrich-Winkel.

- Wolfgang Amadeus Mozart: Sinfonie A-Dur KV 201. Solist: Alois Kottmann (vl). Peter Härtling spricht Texte aus Hindemiths Bach-Rede aus dem Jahr 1950. Paul Hindemith: Trauermusik für Violine solo und Streicher; Duette für zwei Violinen. Solisten: Alois Kottmann (vl), Boris Kottmann (vl); Johann Sebastian Bach: Chaconne aus der Partita d-Moll für Violine solo, BWV 1004. Solist: Alois Kottmann. Melisma 7099-2, Oestrich-Winkel.

- Wolfgang Amadeus Mozart: Missa C-Dur KV 317 Krönungsmesse Regina coeli, KV 127; Felix Mendelssohn Bartholdy: Herr Gott, du bist unsere Zuflucht / Um unsrer Sünden willen; Joseph Rheinberger: Abendlied op. 79/6. Solisten: Ulrike Sonntag (Sopran), Alison Browner (Alt), Adalbert Kraus (Tenor), Ernst Gerold Schramm (Bass), Figuralchor des Hessischen Rundfunks, Alois Ickstadt (Dirigent). Melisma 7035, Oestrich-Winkel.

- Robert Schumann: Sonate a-Moll op. 105; Sonate d-Moll op. 121. Solisten: Alois Kottmann (vl), Günter Ludwig (p). Melisma 7101, Oestrich-Winkel.

- Johannes Brahms: Sonate Nr. 1 G-Dur op. 78; Sonate Nr. 2 A-Dur op. 100; Sonate Nr. 3 d-Moll op. 108. Solisten: Alois Kottmann (vl), Günter Ludwig (p). Melisma 7102, Oestrich-Winkel.

- César Franck: Sonate A-Dur; Max Reger: Sonate Nr. 2 D-Dur op. 3. Solisten: Alois Kottmann (vl), Günter Ludwig (p). Melisma 7018, Oestrich-Winkel.

- Ferruccio Busoni: Sonate Nr. 2 c-Moll op. 36a; Gabriel Fauré: Sonate Nr. 1 A-Dur op. 13; Olivier Messiaen: Thème et variations. Solisten: Alois Kottmann (vl), Günter Ludwig (p). Melisma 7253, Oestrich-Winkel.

- 40 Jahre Collegium Instrumentale Alois Kottmann – Polyphonie. Felix Mendelssohn Bartholdy: Violinkonzert d-Moll; Richard Rudolf Klein: Canto für Violine und Streichorchester; Johanna Senfter: Konzert für 2 Violinen und Streichorchester c-Moll. Solisten: Alois Kottmann (vl), Boris Kottmann (vl). Melisma 6735519, Oestrich-Winkel.

## Hörbeispiele
- CD-Hörprobe Johann Sebastian Bach: Violinkonzerte a-Moll E-Dur d-Moll (2:22 Min.; MP3; 2,3 MB)
- CD-Hörprobe Begegnung (2:11 Min.; MP3; 3,2 MB)
- CD-Hörprobe Joseph Haydn (0:58 Min; MP3; 944 kB)
- CD-Hörprobe Hindemith/Klein/Grieg/Elgar/Barber (0:58 Min.; MP3; 944 kB)
- CD-Hörprobe Felix Mendelssohn Bartholdy: Sinfonien No. 12 g-Moll, No. 9 c-Moll (0:57 Min.; MP3; 928 kB)
- CD-Hörprobe Hindemith/Bach/Mozart (1:13 Min.; MP3; 1,2 MB)
- CD-Hörprobe Johann Sebastian Bach: Messe h-Moll BWV 232 (3:15 Min.; MP3; 3,1 MB)
- CD-Hörprobe Felix Mendelssohn Bartholdy: Konzert d-Moll (1:21 Min.; MP3; 1,3 MB)